# Острів Меньшикова
Острів Меньшикова (рос. остров Меньшикова) — острів в південній частині Охотського моря на схід від Шантарських островів та за 45 км на північний схід від мису Мухтеля (54°18′4.68″ пн. ш. 138°44′51.29″ сх. д. / 54.3013000° пн. ш. 138.7475806° сх. д.) навпроти середини входу в затоку Олексадри. Територія Тугуро-Чуміканського району Хабаровського краю Російської Федерації.
Острів піднесений, позбавлений деревної рослинності. Найбільша висота — 363 м знаходиться у південно-західній частині. Береги високі, скелясті та обривисті. В обривах гніздяться численні птахи. Глибини навколо — 50—70 м. Спостерігаються значні припливні течії.